# Sant Miquel de Vila
Sant Miquel de Vila és una església del poble de Vila al municipi de Vielha e Mijaran (Vall d'Aran) inclosa a l'Inventari del Patrimoni Arquitectònic de Catalunya.

## Descripció
És una capella d'una sola nau amb entrada porxada mirant a llevant. El mur de migdia i el de la cara nord presenten tres contraforts respectivament en forma de regruixos que sobresurten del mur uns 30 cm. La façana de llevant presenta porta d'entrada, a la llinda de la qual es pot observar la inscripció en baix relleu de l'any en què fou remodelada (1816), dues finestres quadrades a banda i banda de la porta, una obertura circular al capdamunt i un espai reixat destinat al dipòsit d'una imatge de culte (una talla de fusta representant una verge asseguda amb el nen Jesús reposant a la falda). El mur de migdia presenta dues finestres, mentre que el de ponent i el de la banda nord no en disposen de cap. Conserva una espadanya a l'extrem est.
Al creuer s'hi troba un orgue del segle xviii. També es conserven un quadre de la verge amb el nen, del segle xviii, d'estil barroc. Hi ha un conjunt de pintures murals, amb escenes de la vida de Jesús, del segle xvi.